# Asha Bhosle
Asha Bhosle (ur. 8 sierpnia 1933) – indyjska wokalistka podkładająca głos w piosenkach filmowych.
Urodziła się w marackiej rodzinie, jako córka aktora i śpiewaka klasycznego Dinanatha Mangeshkara. Był on jednym z jej pierwszych nauczycieli, zmarł, gdy miała 9 lat. Debiutowała, jako wokalistka filmowa w obrazie Majha Bal (1943). Pierwszym filmem hindi, do którego użyczyła swój głos był Chunariya. Jest jedną z najbardziej cenionych wykonawczyń piosenek filmowych w Indiach, często uznaje się, że rywalizuje ze starszą siostrą Latą. Wykonała przeszło 12 tys. utworów, między innymi w hindi, tamilskim, angielskim, rosyjskim, czeskim i assamskim. Uhonorowana Padmą Vibhushan (2008).